# Кубок России по регби 2007
Кубок России по регби 2007 — 16-й по счету розыгрыш Кубка России, турнир, который проводился по системе с выбыванием, начиная с 1/2 финала. В турнире приняли участие 4 команды.  На каждой стадии розыгрыша команды провели по одному матчу..  Обладателем Кубка в 7 раз стал ВВА-Подмосковье.
Розыгрыш Кубка прошел в 2 этапа - полуфиналы и финал.  Первые матчи состоялись 23 октября, а Финал прошёл 27 октября 2007  года на стадионе Динамо в Краснодаре.  В первом полуфинале, в красноярском дерби, которое прошло на стадионе Динамо в Краснодаре, Енисей-СТМ разгромил Красный Яр со счетом 51-12, одержав свою самую крупную победу в истории Кубка России над соперником из Красноярска.  Во втором полуфинале ВВА-Подмосковье на своем домашнем стадионе в Монино обыграл московскую Славу со счетом 48-13.

## Матчи

### Полуфиналы
| 2007-10-23 | Енисей-СТМ | 51-12 | Красный Яр | Динамо, Краснодар Судья: Вадим Пиховкин |
| 2007-10-23 | Отчет      |       |            | Динамо, Краснодар Судья: Вадим Пиховкин |

| 2007-10-23 | ВВА-Подмосковье | 48-13 | Слава | Монино, Монино Судья: Игорь Николайчук |
| 2007-10-23 | Отчет           |       |       | Монино, Монино Судья: Игорь Николайчук |

### Финал
| 2007-10-27 | Енисей-СТМ             | 12-19 | ВВА-Подмосковье                                                           | Динамо, Краснодар Судья: Владимир Воловик |
| 2007-10-27 | Штрафные: Лифонтов (4) | Отчет | Попытки: Панасенко Реализации: Моторин Штрафные: Моторин (2) Кушнарев (2) | Динамо, Краснодар Судья: Владимир Воловик |